# Elacatis kraatzi
Elacatis kraatzi is een keversoort uit de familie platsnuitkevers (Salpingidae). De wetenschappelijke naam van de soort werd in 1879 gepubliceerd door Edmund Reitter.